# Lenkei Lajos (újságíró, 1864–1933)
Lenkei Lajos, Gutmann (Pécs, 1864. november 14. – Pécs, 1933. december 29.) magyar újságíró, író, lapszerkesztő. Lenkei Henrik öccse és Lenkei Zsigmond újságíró bátyja.

## Élete
Gutmann Joákim (1831–1886) morvaországi származású elemi mintaiskolai tanító, lapszerkesztő és Fuchs Regina (1839–1903) fia. A pécsi ciszterci gimnáziumban tanult. 1885-ben átvette az apja által alapított Fünfkirchner Zeitung szerkesztését. 1893-ban elindította a Pécsi Újságot, ezt 1894-ben beolvasztotta a Pécsi Naplóba. Ettől kezdve annak is munkatársa, majd 1896-tól, a Fünfkirchner Zeitung megszűnésétől felelős, illetve főszerkesztője volt. 1896-ban részt vett a Pécsi Irodalmi és Könyvnyomdai Részvénytársaság megalakításában. Írt bécsi és budapesti lapokba is. 1898 őszén tárcákat írt Spanyolországról és Portugáliáról. Hosszú ideig a Vidéki Hírlapírók Országos Szövetségének alelnöke volt.
Sírja a pécsi zsidó temetőben található.

## Magánélete
Házastársa Stärk Szeréna volt, Stärk Móric és Lengyel Karolina lánya, akit 1909. július 12-én Budapesten, az Erzsébetvárosban vett feleségül.

## Művei
- Nach dem Nordcap (1889)
- Amerikáról (tanulmány, 1894)
- Északamerikai megfigyelések (1912)
- Negyven év Pécs életéből (1922) Pécs : Pécsi Irodalmi és Könyvnyomda Rt., 1922

## Díjai, elismerései
- Ferenc József-rend lovagja (1908)